# Neopanorpa hyalinata
Neopanorpa hyalinata är en näbbsländeart som beskrevs av Peter Esben-Petersen 1913. 
Neopanorpa hyalinata ingår i släktet Neopanorpa och familjen skorpionsländor. Inga underarter finns listade i Catalogue of Life.